# 버마의 하프
버마의 하프(ビルマの竪琴, the Burmese Harp)는 일본에서 제작된 이치카와 곤 감독의 1956년 드라마, 전쟁 영화이다. 미쿠니 렌타로 등이 주연으로 출연하였고 타카키 마사유키 등이 제작에 참여하였다.

## 출연

### 주연
- 미쿠니 렌타로
- 야스이 쇼지

### 조연
- 하마무라 준
- 나이토 타케토시
- 니시무라 코우
- 츠키카타 히로시

## 제작진
- 원작자: 타케야마 미치오
- 녹음: 카미야 마사카즈
- 미술: 마츠야마 소

## 같이 보기
- 제29회 아카데미상 외국어영화상 출품작 목록